# Liste von Burgen, Schlössern und Festungen im Département Vaucluse
Die Liste von Burgen, Schlössern und Festungen im Département Vaucluse listet bestehende und abgegangene Anlagen im Département Vaucluse auf. Das Département zählt zur Region Provence-Alpes-Côte d’Azur in Frankreich.

Wappen des Départements Vaucluse (84)
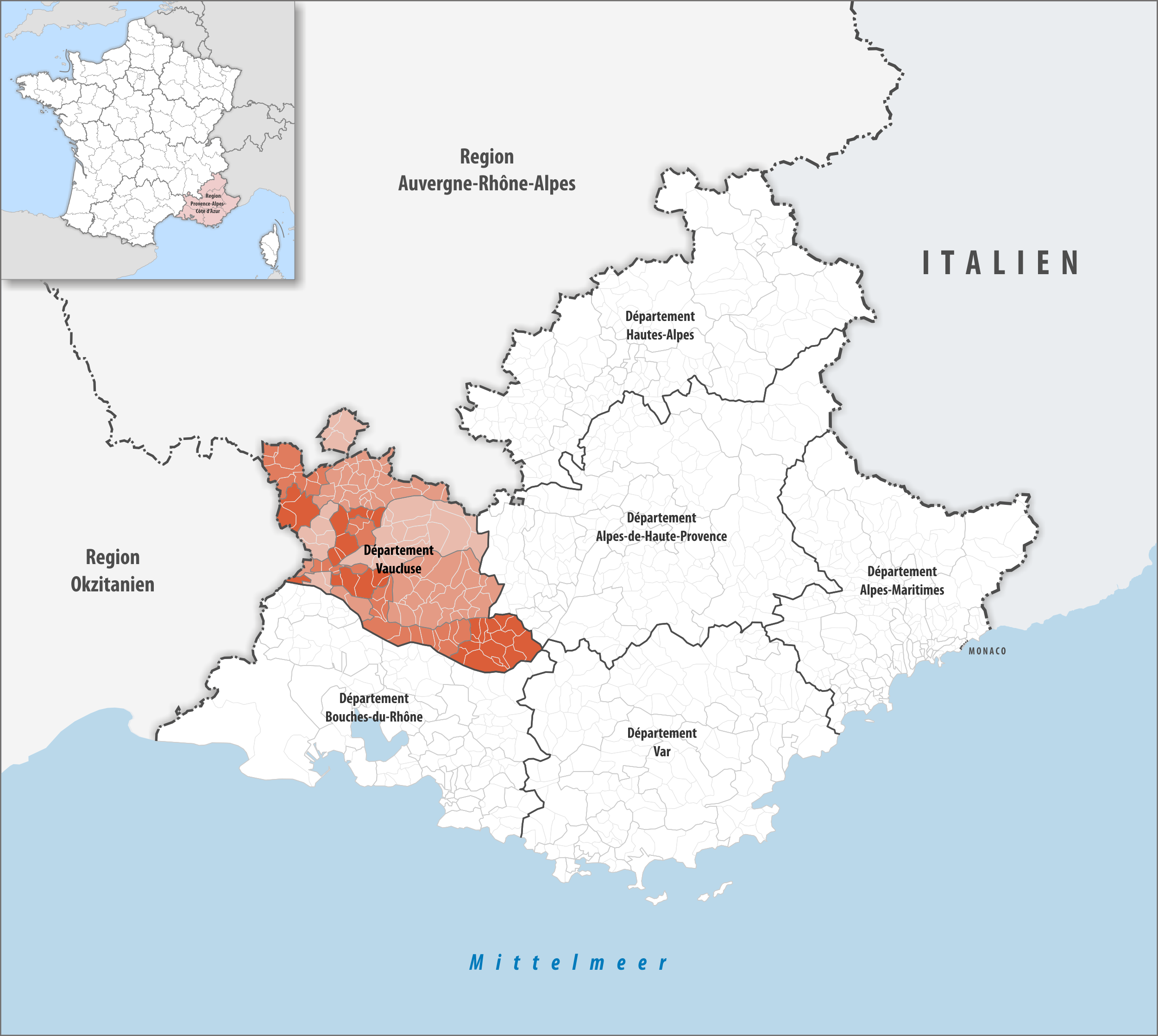
Lage des Départements Vaucluse in der Region Provence-Alpes-Côte d’Azur
Lage der Region Provence-Alpes-Côte d’Azur in Frankreich

## Liste
Bestand am 18. Dezember 2022: 59
| Name deu / fra                                                                                    | Gemeinde / Lage                                  | Typ (Untertyp)              | Bemerkungen | Bild |
| ------------------------------------------------------------------------------------------------- | ------------------------------------------------ | --------------------------- | --- | ---- |
| Schloss Anselme Château d'Anselme                                                                 | Pernes-les-Fontaines 43,99879° N, 5,057844° O    | Schloss (Hôtel)             | Ein sogenanntes Hôtel particulier (Stadtpalais)                                                                                             |      |
| Schloss Ansouis Château d'Ansouis                                                                 | Ansouis 43,73889° N, 5,46389° O                  | Schloss                     | Einst mittelalterliche Burg, in der Neuzeit dann Schlossanlage, thront auf einem Felsen über dem Ort                                        |      |
| Papstpalast Avignon Palais des papes                                                              | Avignon 43,950889° N, 4,807555° O                | Schloss                     | War zwischen 1335 und 1430 Residenz verschiedener Päpste und Gegenpäpste                                                                    |      |
| Schloss Le Barroux Château du Barroux                                                             | Le Barroux 44,13741° N, 5,099722° O              | Schloss                     | Befindet sich im Zentrum des Ortes auf einem Felsen an den westlichen Ausläufern des Mont Ventoux                                           |      |
| Fort Barry Fort de Barry                                                                          | Bollène 44,316386° N, 4,756427° O                | Burg                        | Mittelalterliches Höhlendorf mit Befestigungen                                                                                              |      |
| Schloss Bourgane Château de Bourgane                                                              | Saint-Saturnin-lès-Apt 43,923531° N, 5,385623° O | Schloss                     | |      |
| Schloss Brantes Château de Brantes                                                                | Sorgues                                          | Schloss                     | |      |
| Fort Buoux Fort de Buoux                                                                          | Buoux                                            | Burg                        | Ruinen |      |
| Schloss Buoux Château de Buoux                                                                    | Buoux                                            | Schloss                     | |      |
| Schloss Cabrières Château de Cabrières                                                            | Cabrières-d’Avignon                              | Schloss                     | |      |
| Schloss Le Castellas Château du Castellas                                                         | Lioux                                            | Schloss                     | |      |
| Schloss Châteauneuf-du-Pape Château de Châteauneuf-du-Pape                                        | Châteauneuf-du-Pape                              | Schloss                     | Ruine, ehemalige päpstliche Sommerresidenz                                                                                                  |      |
| Schloss La Corrée Château de la Corrée                                                            | Lourmarin                                        | Schloss                     | |      |
| Schloss Crochans Château de Crochans                                                              | Piolenc                                          | Schloss                     | |      |
| Burg Entrechaux Château d'Entrechaux                                                              | Entrechaux                                       | Burg                        | Ruine |      |
| Schloss L’Ermitage Château l'Ermitage                                                             | Pernes-les-Fontaines                             | Schloss                     | |      |
| Burg Fargues Château de Fargues                                                                   | Le Pontet                                        | Burg                        | |      |
| Turm Ferrande Tour Ferrande                                                                       | Pernes-les-Fontaines                             | Burg (Turm)                 | |      |
| Turm Giberti Tour Giberti                                                                         | Pernes-les-Fontaines                             | Burg (Turm)                 | |      |
| Schloss Gignac Château de Gignac                                                                  | Gignac                                           | Schloss                     | |      |
| Schloss Gordes Château de Gordes                                                                  | Gordes 43,911116° N, 5,200223° O                 | Schloss                     | Liegt im Zentrum der Altstadt auf einem Felsen, der etwa 300 m über dem Talniveau liegt                                                     |      |
| Burg der Grafen von Toulouse Château des comtes de Toulouse                                       | Vaison-la-Romaine                                | Burg                        | Ruine |      |
| Burg L’Hers Château de l'Hers                                                                     | Châteauneuf-du-Pape                              | Burg                        | Ruine |      |
| Burg Javon Château de Javon                                                                       | Lioux                                            | Burg                        | |      |
| Burg Lacoste Château de Lacoste                                                                   | Lacoste                                          | Burg                        | Ruine |      |
| Schloss Lagnes Château de Lagnes                                                                  | Lagnes                                           | Schloss                     | |      |
| Schloss Lauris Château de Lauris                                                                  | Lauris                                           | Schloss                     | |      |
| Schloss Lioux Château de Lioux                                                                    | Lioux                                            | Schloss                     | |      |
| Schloss Lourmarin Château de Lourmarin                                                            | Lourmarin                                        | Schloss                     | |      |
| Burg Malaucène Château de Malaucène                                                               | Malaucène 44,17317° N, 5,132099° O               | Burg                        | Ruine, heute ein Kalvarienberg, befindet sich auf einem Felsen im Ort Malaucène, der westlich am Fuß des Mont Ventoux liegt                 |      |
| Schloss Massilian Château de Massilian                                                            | Uchaux                                           | Schloss                     | Bio Spa, Restaurant |      |
| Schloss Matinay Château Matinay                                                                   | Carpentras                                       | Schloss                     | |      |
| Burg Mérindol Vieux château de Mérindol                                                           | Mérindol                                         | Burg                        | Ruine |      |
| Burg Mirabeau Château de Mirabeau                                                                 | Mirabeau                                         | Burg                        | |      |
| Schloss Mondragon Château de Mondragon                                                            | Mondragon                                        | Schloss                     | |      |
| Festung Mornas Château de Mornas                                                                  | Mornas                                           | Festung                     | Ruine |      |
| Schloss Murs Château de Murs                                                                      | Murs                                             | Schloss                     | |      |
| Schloss La Nerthe Château la Nerthe                                                               | Châteauneuf-du-Pape                              | Schloss (Weingut)           | |      |
| Burg Oppède Château d'Oppède                                                                      | Oppède                                           | Burg                        | Ruine |      |
| Schloss Parrotier Château Parrotier                                                               | Lioux                                            | Schloss                     | |      |
| Schloss Pradines Château de Pradines                                                              | Grambois                                         | Schloss                     | |      |
| Schloss Rustrel Château de Rustrel                                                                | Rustrel                                          | Schloss                     | |      |
| Schloss Saint-Estève Château de Saint-Estève                                                      | Uchaux                                           | Schloss                     | |      |
| Schloss Saint-Hubert Château de Saint-Hubert                                                      | Sorgues                                          | Schloss                     | |      |
| Schloss Saint-Joseph Château Saint-Joseph (Château des trois fontaines)                           | Pernes-les-Fontaines                             | Schloss                     | |      |
| Schloss Saint-Lambert Château Saint-Lambert                                                       | Lioux                                            | Schloss                     | |      |
| Burg Saint-Saturnin-lès-Apt Château de Saint-Saturnin-lès-Apt                                     | Saint-Saturnin-lès-Apt                           | Burg                        | Ruine |      |
| Schloss Saumane Château de Saumane                                                                | Saumane-de-Vaucluse                              | Schloss                     | |      |
| Schloss Simiane Château de Simiane                                                                | Valréas                                          | Schloss                     | |      |
| Schloss Talaud Château de Talaud                                                                  | Loriol-du-Comtat                                 | Schloss                     | |      |
| Schloss Thézan Château de Thézan                                                                  | Saint-Didier                                     | Schloss                     | |      |
| Schloss Le Thor Château du Thor                                                                   | Le Thor                                          | Schloss                     | |      |
| Burg Thouzon Château de Thouzon                                                                   | Le Thor                                          | Burg                        | Ruine |      |
| Schloss La Tour-d’Aigues Château de La Tour-d'Aigues                                              | La Tour-d’Aigues                                 | Schloss                     | Ruine |      |
| Schloss Tourreau Château de Tourreau                                                              | Sarrians                                         | Schloss                     | |      |
| Schloss Uchaux Château d'Uchaux (Le Castellas)                                                    | Uchaux                                           | Schloss                     | |      |
| Grafenburg Vaison-la-Romaine Château comtal de Vaison-la-Romaine (Château des comtes de Toulouse) | Vaison-la-Romaine 44,237132° N, 5,07283° O       | Burg (und Stadtbefestigung) | Ruine in der Oberstadt. Die Wehrmauern, die den mittelalterlichen Ort umgaben, wurden teilweise mit Steinen aus der römischen Stadt erbaut. |      |
| Schloss Val-Seille Château de Val-Seille                                                          | Courthézon                                       | Schloss                     | |      |
| Burg Vaucluse Château de Vaucluse (Château de Pétrarque, Château des évèques de Cavaillon)        | Fontaine-de-Vaucluse 43,920854° N, 5,129566° O   | Burg                        | Ruine oberhalb von Fontaine-de-Vaucluse und der Karstquelle der Sorgue                                                                      |      |